# Іоанн Златоуст (лінійний корабель, 1906)
Еска́дрений па́нцерник «Іоа́нн Златоу́ст» (також «Святи́й Іоа́нн Златоу́ст» або «Іоа́нн Златоу́стий») — ескадрений панцерник, а з 27 вересня 1907 року лінійний корабель-додредноут типу «Євстафій» Чорноморського флоту. В період національно-визвольних змагань 1917—1920 років перебував у складі Українських військово-морських сил.
Під час Першої світової війни брав активну участь у бойових діях на Чорному морі, декілька разів вступаючи в бій з німецькими і османськими кораблями у складі російської ескадри. Із серпня 1915 року перебував у складі 2-ї бригади лінійних кораблів, забезпечуючи прикриття військових перевезень, бомбардувальних та мінно-загороджувальних дій легких сил флоту.
Із початком Української революції українізувався і активно виступав на підтримку Української Народної Республіки, піднявши національний прапор. Протягом 1918 року постійно перебував під окупацією німецьких, а згодом англо-французьких військ. Навесні того ж року сильно пошкоджений останніми і покинутий у Севастополі.
У 1919 році захоплений більшовиками, але згодом відбитий військами Добровольчої армії. Після евакуації армії Петра Врангеля з Криму, 15 листопада 1920 року увійшов до складу Червоної армії, але до ладу не приводився. У 1923 році переданий Комуністичному державному фонду для демонтажу и переробки на метал, а 21 листопада 1925 року виключений з реєстру кораблів червоного флоту.

## Розробка

### Головні характеристики
До 27 вересня 1907 року класифікувався як ескадрений броненосець. У 1911 році головний носовий компас перенесли в носову бойову рубку, а верхній ходовий місток демонтували.
Лінійний корабель «Іоанн Златоуст» мав довжину 115,5 метра по ватерлінії, загальна довжина становила 117,6 метра. Ширина складала 22,55 метра, осадка — 8,25 метра. Водотоннажність корабля при нормальному навантаженні становила 13 061 тонну.

### Двигуни
Корабель був оснащений двома трициліндровими вертикальними паровими двигунами потрійного розширення, що приводили в рух два гребних гвинти. Пару для двигунів забезпечували 22 водотрубних парових котлів Belleville.
Розрахункова потужність двигунів складала 10 600 кінських сил на валу (7 904 кВт), розрахункова швидкість — 16 вузлів з максимальною місткістю вугілля 1118 тонн, що забезпечувало дальність плавання близько 2100 морських миль (3900 кілометрів) при швидкості ходу 10 вузлів.
Під час випробування своєї рушійної установки 26 липня 1910 року «Іоанн Златоуст» досяг максимальної швидкості ходу 16,2 вузла при потужності двигуна 10 623 кінських сил (7 922 кВт), що залишило негативний відгук керівництва Військово-морського флоту Російської імперії. 11 серпня того ж року лінкор провів ще одне випробування, під час якого було виявлено тріщини в циліндрі середнього тиску лівого двигуна. Остаточне випробування відбулося 29 листопада, коли потужність корабля зросла до 10 990 кінських сил (8 200 кВт).

### Озброєння
Озброєння складалося з чотирьох 12-дюймових 40-каліберних гармат зразка 1895 року, встановлених у двох двохствольних баштах з кутом обстрілу 260°, по одній у носовій і кормовій частинах корабля. На чотирьох кутах надбудови в броньованих казематах було встановлено по одній 203-міліметровій гарматі зразка 1905 року, кожна з яких мала кут обстрілу 120° і могла вести вогонь як прямо за рухом корабля, так і в зворотньому. Ще дванадцять 6-дюймових 45-каліберних гармат Канне зразка 1892 року було встановлено в нижніх казематах. 
Корабель також був оснащений чотирнадцятьма 75-міліметровими зенітними гарматами Канне зразка 1892 року, встановлених у спонсонах на верхній палубі і захищених гарматними щитами. Крім того, на кормі встановлювалися два підводних 450-міліметрових торпедних апарати.
У 1915 році «Іоанн Златоуст» оснастили новими зенітними гарматами на кожній з башт, а на вихлопних трубах додали екрани для захисту від леких бомб. З початком Першої світової війни шість 75-міліметрових гармат зі спардека були прибрані з метою їх заміни на чотири спочатку 152-міліметрові, а згодом 203-міліметрові гармати. Проте через дефіцит, що виник у зв'язку з бойовими діями, від цих планів відмовилися. Зрештою, у 1916 році з корабля зняли всі 75-мм гармати.

## Історія

### Будівництво
Ескадрений панцерник «Іоанн Златоуст» було замовлено у рамках кораблебудівельної програми Чорноморського флоту Російської імперії на 1903—1923 роки. Занесений до реєстру кораблів Чорноморського флоту 13 липня 1903 року, будівництво почалося 14 листопада того ж року, задовго до офіційної церемонії закладки корабля 13 листопада 1904 року на верфі Лазарєвського адміралтейства у Севастополі.
Відповідно до програми, планувалося зведення двох ескадрених панцерника за кресленням та специфікаціями панцерника «Князь Потьомкін-Таврійський» із заміною 152-міліметрових гармат на 203-міліметрові. Проєкт корабля, розроблений корабельним інженером, полковником Олександром Шоттом, майже повністю повторював прототип, але мав кращу конструкцію бойової рубки та системи панцерного захисту.
Незважаючи на хвилювання, спричинені революцією 1905 року, будівництво «Іоанна Златоуста» тривало доволі швидко і 13 травня 1906 року корабель було спущено на воду. Однак оснащення корабля сильно затягнулося через низку змін, внесених після російсько-японської війни. Протягом семи місяців 1907 року на кораблі практично не проводилося жодних робіт, 10 жовтня панцерник був перекласифікований у лінійний корабель, і тільки 1 квітня 1911 року він став до ладу.
Башти, встановлені на «Іоанні Златоусті», спочатку призначалися для реконструкції панцерника «Чесма», однак були перенаправлені після відмови від переоснащення останнього.

### У складі російського флоту
Перед початком Першої світової війни Чорноморський флот експериментував із зосередженням вогню з кількох кораблів під командуванням головного корабля. Кожен корабель такої бригади мав бути однаково озброєний та оснащений додатковим радіообладнанням для передачі та прийому даних про дальність та відхилення під час маршруту. 11 серпня 1911 року «Іоанн Златоуст» став головним кораблем такої бригади у складі лінійних кораблів «Святий Євстафій», «Ростислав» та перейменованого після повстання «Князя Потьомкіна-Таврійського», з 12 жовтня 1905 року «Пантелеймона».
За два тижні після оголошення Росією війни Османській імперії 2 листопада 1914 року Чорноморський флот, що складався з додредноутів «Святий Євстафій», «Іоанн Златоуст», «Пантелеймон», «Ростислав», «Три Святителі» та трьох крейсерів, 15 листопада перебував на шляху до Трапезунда у супроводі трьох есмінців та 11 торпедних катерів. Вранці 17 листопада флот бомбардував місто, після чого повернув на захід в пошуках турецьких суден вздовж анатолійського узбережжя.
Наступного дня близько полудня російські кораблі стикнулися з німецьким лінійним крейсером «Гебен» та легким крейсером «Бреслау» поблизу мису Сарич. Незважаючи на денну годину, погодні умови були туманними і спочатку кораблі не помітили один одного. «Святий Євстафій», що йшов першим, стримував вогонь, доки головний корабель «Іоанн Златоуст» сам не побачив «Гебена». Нарешті, коли були отримані команди до бою, відстань між кораблями сягнула понад 3700 метрів, що цілком вкладалося в зону досягнення артилерії «Святого Євстафія» і той відкрив вогонь, влучивши і частково пошкодивши першим залпом броньовий каземат, що захищав одну з 5,9-дюймових гармат «Гебена». Влучання призвело до часткової детонації боєприпасів, спричинивши пожежу, що спалила каземат і вбила екіпаж, що там перебував. 
Хоча це було єдиним влучанням у німецький лінійний крейсер, це змусило його відійти від російської ескадри. «Іоанн Златоуст» під час бою випустив лише шість снарядів, оскільки «Гебен» був у зоні видимості тільки передньої башти російського корабля. 
9 січня 1915 року «Бреслау», разом з османським крейсером «Гамідіє», знову стикнувся з російським флотом, повертаючись зі східної частини Чорного моря. Обидвом кораблям вдалося уникнути великого бою завдяки перевазі у швидкості, коли «Бреслау» влучив у передню башту «Святого Євстафія», тимчасово вивівши його з ладу. 
Між 18 березня та 9 травня 1915 року «Святий Євстафій» та «Іоанн Златоуст» служили прикриттям для кількох бомбардувань Босфору. Після двох успішних атак, бомбардування 9 травня зірвалося, оскільки німецький лінкор «Гебен» перехопив російську ескадру, раніше помічену османським есмінцем «Нюмуне-і Хамієт». Російські кораблі повернули на паралельні курси та відкрили вогонь на відстані 15 900 метрів, однак жоден снаряд не досяг цілі. Маневруванням російські лінкори не дали вступити у безпосередній бій з німецьким кораблем і виграли час для підходу на допомогу «Трьох Святителей» та «Пантелеймона», разом з яким відкрили вогонь по ворожому флоту. Після 22-хвилинного бою, під час якого «Пантелеймон» двічі влучив у «Гебена», німецький крейсер відійшов. Певний час російська ескадра під командуванням адмірала Андрія Ебергардта переслідувала ворожий лінійний крейсер, але безуспішно. 
1 серпня 1915 року «Іоанн Златоуст», як і усі інші додредноути, був переведений до 2-ї бригади лінійних кораблів після того, як до ладу вступив лінійний корабель «Імператриця Марія». 1 жовтня новий лінкор забезпечував прикриття під час атаки «Іоанна Златоуста» та «Пантелеймона» на Зонгулдак, тоді як «Святий Євстафій» обстрілював сусіднє місто Козлу. Обидва кораблі типу «Євстафій» брали участь у другому бомбардуванні Варни в травні 1916 року. 

### Під час Української революції

#### Українізація корабля
Після Лютневої революції та створення Центральної Ради у Києві, на Чорноморському флоті стає впливовим український національно-визвольний рух. Провідником українського руху стала рада Української чорноморської громади, а у квітні 1917 року майже на всіх кораблях та в установах флоту утворюються українські ради. Після проголошення Гетьманату суттєво активізувалась робота по створенню Військово-морського флоту Української Держави.
Найвпливовіші українські організації діяли на лінійних кораблях «Іоанн Златоуст», «Святий Євстафій», «Ростислав», крейсерах «Пам'ять Меркурія», «Прут», ескадреному міноносці «Завидний» та Севастопольському флотському напівекіпажі, що діяли під командуванням Володимира Савченко-Більського.
Протягом 1917 року моряки активно виступали на підтримку Української Народної Республіки та звертались до Центральної Ради з вимогою рішучих дій по українізації Чорноморського флоту та створенню Українських військово-морських сил.
12 жовтня того ж року на відзначення українізації трьох кораблів Балтійського флоту, крейсера «Світлана» та ескадрених міноносців «Україна» та «Гайдамак», на всіх кораблях та установах Чорноморського флоту, в тому числі й на лінкорі «Іоанн Златоуст», на один день було піднято національні українські прапори та стеньгові сигнали «Хай живе вільна Україна».
На початку грудня 1917 року більшовики почали перехоплювати політичну ініціативу на флоту. Масова агітація призвела до різкого зросту класової ворожнечі, зокрема українських офіцерів та матросів. 13 грудня року матроси есмінців «Жаркий» та «Зоркий», що не підтримують Центральну Раду, а визнають та підтримують «тільки радянську владу в обличчі Ради народних комісарів, які виражають волю трудового народу». Команди постановили відкликати свого представника з Київської генеральної морської ради та заявили про свою готовність виступити на захист радянської влади. Однак 23 грудня року команди лінійних кораблів «Іоанн Златоуст», «Борець за свободу» та допоміжного крейсера «Король Кароль» рішуче виступили на підтримку Центральної Ради та із засудженням дій більшовиків.

#### Окупації
На початку 1918 року у зв'язку із фактичним оголошенням війни Українській Народній Республіці більшовиками, обстановка в Севастополі загострювалася з кожним днем. На початку січня більшовики, погрожуючи зірвати корабель мінами, захопили стоячий в бухті український дредноут «Воля» — флагман українського флоту. 
Вже в квітні того ж року в місті відбулося два антибільшовицьких повстання робітників портів і заводів, активно підтримане моряками флоту. 22 квітня командувач Чорноморським флотом контрадмірал Михайло Саблін наказом по флоту оголосив, що «всі судна, портове майно, які знаходяться у портах Криму, є власністю Української Народної Республіки» і наказав «скрізь, де треба, підняти українські прапори».
Коли наприкінці квітня до півострова наблизилися загони Запорізької дивізії армії УНР під командою полковника Петра Болбочана та німецько-австрійські союзники, керівництво Радянської Росії зажадало від Михайла Сабліна вивести всі кораблі до Новоросійська. Одночасно представники українських організацій, зокрема екіпажі кораблів «Воля» та «Свободна Росія» вимагали від командування не покидати Криму.
29 квітня 1918 року за наказом командувача Чорноморським флотом майже всі кораблі та установи флоту підняли український прапор. Але вже ввечері, голова Воєнно-революційного комітету, колишній латиський стрілець Гавен з кількома матросами захопив штаб флоту та віддав розпорядження, що «охочі йти повинні залишити бухту до півночі. Після півночі вихід буде закритий та мінований». До другої години ночі в море вийшло тридцять кораблів і суден флоту. В порту під українськими прапорами залишилося сорок кораблів, серед яких «Іоанн Златоуст», п'ять плавбаз, транспортна флотилія і дві авіабригади.
Вихід кораблів до Новоросійська німецькі війська розцінили як порушення Берестейського мирного договору та оголосили екіпажі кораблів тимчасово полоненими, захопивши лінкор 3 травня 1918 року.
У другій половині серпня 1918 року до Берліна виїхав контрадмірал Юрій Свірський, повноваження якого передбачали ведення переговорів щодо передачі кораблів Чорноморського флоту, як військових так і торговельних, уряду Української Держави. До списку військових кораблів, що мали перейти під український прапор було внесено лінійні кораблі «Воля», «Пантелеймон», «Святий Євстафій», «Іоанн Златоуст», «Ростислав», «Три Святителя», «Сіноп», «Юрій Побідоносець», крейсер «Кагул», 11 міноносців, група підводних човнів, транспортні та допоміжні судна. У жовтні того ж року усі кораблі колишнього російського імператорського флоту було передано до складу військово-морських сил України.
Проте наприкінці того ж 1918 року, після антигетьманського повстання у Києві та окупації півдня України військами Антанти, «Іоанн Златоуст» було захоплено англо-французькими військами. 29 квітня 1919 року, під час відступу, за наказом англійського командування було підірвано всі циліндри головних машин корабля та пошкоджено його артилерію.

### Подальша доля
Згодом, захоплений частинами червоного Українського фронту, увійшов до складу Червоного флоту Української Соціалістичної Радянської Республіки, але вже 24 червня 1919 року був відбитий військами Добровольчої армії.
15 листопада 1920, після евакуації армії Врангеля з Севастополя, увійшов до складу Червоної армії, але до ладу не приводився. У 1922 році, під час відновлення більшовиками крейсера «Пам'ять Меркурія», необхідна для цього арматура та трубопроводи були зняті з кораблів «Іоанн Златоуст» та «Святий Євстафій».
У 1923 році був переданий Комуністичному державному фонду для демонтажу и переробки на метал, а 21 листопада 1925 року виключений з реєстру кораблів червоного флоту.

## Командири
- О. Д. Сапсай (1906 — 3 березня 1908);
- М. Ф. Шульц (3 березня 1908 — 1908);
- І. М. Псіол (26 січня 1909 —19 грудня 1911);
- А. А. Дмитрієв (19 грудня 1911 — 10 вересня 1914);
- Глазенап (виконуючий обов'язки, 15 листопада — 30 листопада 1913);
- Ф. А. Вінтер (29 вересня 1914 — після 11 квітня 1916);
- І. І. Степанов (1917);
- В. І. Орлов (липень 1917 —20 грудня 1917).